# Wendie Renard
Wendie Renard, född den 20 juli 1990 i Schœlcher, Martinique, är en fransk fotbollsspelare (försvarare) som representerar klubblaget Olympique Lyonnais. Hon är även lagkapten i det franska landslaget.
Wendie Renard har blivit fransk mästare 13 gånger och har vunnit Champions League sex gånger.
Renard var en del av Frankrikes trupp under VM i Tyskland år 2011 och under VM i Kanada år 2015 där Frankrike tog sig till kvartsfinal. Hon fick speltid i samtliga Frankrikes matcher i 2015 års turnering och blev uttagen i turneringens all star-lag. I VM i Frankrike år 2019 blev hon tvåmålsskytt i öppningsmatchen mot Sydkorea, båda målen tillkom efter hörna. Hon blev även utsedd till matchens bästa spelare.
Wendie Renard gjorde sin debut i landslaget i en match mot Schweiz den 2 mars 2011.